# マルティン・シュナイダー (野球)
- マルティン・シュナイデル

- マーティン・シュナイダー

マルティン・シュナイダー（チェコ語: Martin Schneider）は、チェコ共和国オロモウツ州オロモウツの野球選手（投手、遊撃手）。チェコ・エクストラリーガのスコカニ・オロモウツ所属。

## 経歴
2022年9月13日に第5回WBC予選のチェコ代表に選出された。ドイツの レーゲンスブルクで開催された予選A組の最終戦であるスペイン戦に先発登板。WBC初出場の掛かった大一番で6回1/3を投げて1失点と好投。チームは、初戦で7-21と大敗したスペインに3-1とリベンジを果たしチェコ史上初のWBC本戦出場に貢献した。
2023年3月に開催された第5回WBCのチェコ代表に選出された。チェコにとってのB組最終戦となった準々決勝進出をかけた試合であるオーストラリア戦に先発。初回にアレックス・ホールに本塁打を打たれるも5回3/2を投げて1安打1失点の好投を見せた。しかし、チェコはオーストラリアに敗北し、1次ラウンド敗退となった。

## 人物
普段は消防士として働いている。仕事柄、24時間連続で勤務につき、次の48時間が休養日、そしてまた24時間勤務という独特の形態で働いているため、3日に1回は練習を休まなければならない。

## 詳細情報

### 代表歴
- 2023 ワールド・ベースボール・クラシック予選 チェコ代表
- 2023 ワールド・ベースボール・クラシック・チェコ代表
- カーネクスト 侍ジャパンシリーズ2024　欧州代表